# Махинько, Анатолий Иванович
Анатолий Иванович Махинько (род. 16 октября 1951, Челябинск) — советский хоккеист, нападающий. Мастер спорта СССР (1977). Заслуженный тренер РФ (2015).

## Биография
Воспитанник СК ЧМЗ, тренер Н. И. Черненко. Начинал играть в командах второй лиги. С сезона 1969/70 — в «Металлурге» Челябинск. Сезон 1971/72 отыграл за «Сельхозвузовец». В 1972—1976 годах обучался в Карагандинском педагогическом институте, играл за местный «Строитель». 10 сезонов (1976/77 — 1985/86) отыграл в высшей лиге за челябинский «Трактор» — 400 игр, 161 (96+65) очков. Затем выступал в первой лиге за «Металлург» Челябинск (1986/87), был играющим тренеоом в команде второй лиги «Металлург» Магнитогорск (1987/88 — 1988/89).
Тренер (1989/90 — 1996/97, декабрь 2002 — апрель 2004) «Металлурга» Магнитогорск. Главный тренер «Металлурга-2» (1997/98 — 2001/02). Тренер в СДЮСШОР «Металлург» (Магнитогорск) с 2005.
Бронзовый призёр чемпионата СССР 1976/77.
Младший брат Сергей (род. 1955) — также хоккеист и тренер.